# Charles Fried

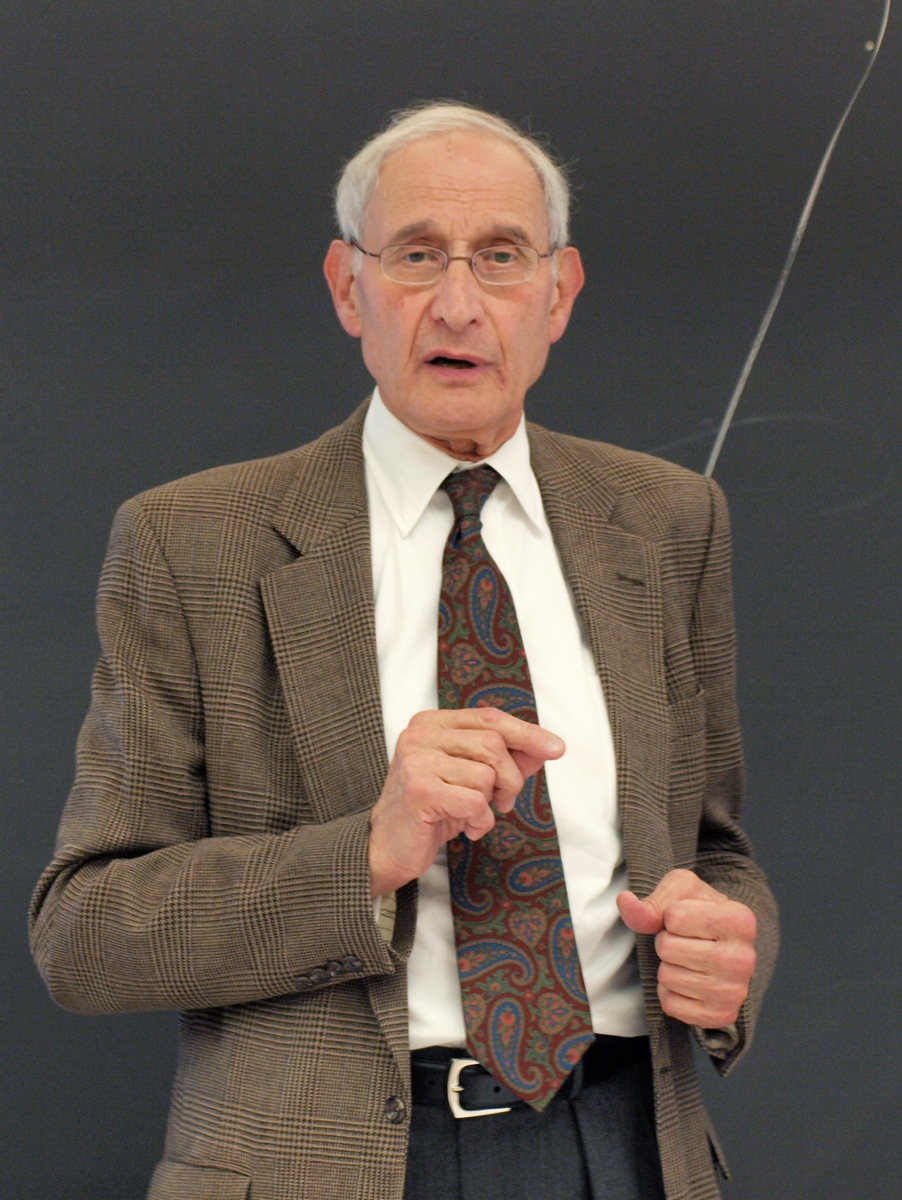
Charles Fried (2009)

Charles Anthony Fried (geboren als Karel Fried; * 15. April 1935 in Prag; † 23. Januar 2024 in Cambridge, Massachusetts) war ein US-amerikanischer Jurist, Anwalt, Professor an der Harvard Law School und United States Solicitor General.

## Leben
Charles Fried wurde 1935 in der Tschechoslowakei geboren. 1948 wurde er US-amerikanischer Staatsbürger. Er besuchte die Lawrenceville School, absolvierte seinen Bachelor of Arts an der Princeton University und erreichte 1958 den Bachelor und 1960 den Master of Laws an der University of Oxford. Ebenfalls 1960 erhielt er an der Columbia Law School den Grad eines Juris Doctor.
Zunächst war Fried als juristischer Berater und Anwalt an verschiedenen US-Gerichtshöfen aktiv, darunter der Oberste Gerichtshof der Vereinigten Staaten und mehrere United States Court of Appeals sowie das Bundesberufungsgericht für den Bundeskreis.
1981 begann er seine Tätigkeit für die amerikanische Regierung mit einer Beraterfunktion im Verkehrsministerium. 1982 wurde er Berater für Präsident Ronald Reagan und 1983 erfüllte er die gleiche Position im Justizministerium. 1984 bis 1985 war er Assistent des Generalstaatsanwalts der Vereinigten Staaten. Außerdem wurde Charles Fried stellvertretender United States Solicitor General. Im Oktober 1985 ernannte ihn Ronald Reagan zum United States Solicitor General. Fried vertrat in dieser Position die US-Regierung in 25 Fällen vor dem Obersten Gerichtshof der Vereinigten Staaten. Mit dem Ende der Amtszeit Reagans kehrte Fried aus seiner Regierungstätigkeit an die Harvard Law School zurück.
Von September 1995 bis Juni 1999 war er neben seiner Lehrtätigkeit in Harvard als Richter am obersten Gerichtshof des Bundesstaates Massachusetts aktiv. Am 1. Juli 1999 wurde er Vollzeitmitglied und Professor an der Harvard Law School. Dort dozierte er zu den Themen Rechtsbehelf, Handelsrecht, Staatsrecht, Vertragsrecht, Strafrecht, Arbeitsrecht, die Bundesgerichte der Vereinigten Staaten, Deliktsrecht, Rechtsphilosophie und Ethik, bzw. Medizinische Ethik.
Charles Fried publizierte sieben Bücher sowie mehr als 30 Artikel in Fachzeitschriften. Er war Mitglied der American Academy of Arts and Sciences (1997) und des American Law Institute.

## Werk
- Modern Liberty and the Limits of Government (2006)
- Saying What the Law Is: The Constitution in the Supreme Court (2004)
- Making Tort Law: What Should Be Done and Who Should Do It (mit David Rosenberg) (2003)
- Order and Law: Arguing the Reagan Revolution - A Firsthand Account (1991)
- Contract as Promise: A Theory of Contractual Obligation (1981)
- Right and Wrong (1978)
- Medical Experimentation: Personal Integrity and Social Policy (1974)
- An Anatomy of Values: Problems of Personal and Social Choice (1970)